# Армантиер ан Бри
Армантиер ан Бри (на френски: Armentières-en-Brie) е село в северна Франция, част от департамент Сен е Марн на региона Ил дьо Франс. Населението му е около 1 270 души (2015).
Разположено е на 64 метра надморска височина в Парижкия басейн, на 10 километра източно от град Мо и на 51 километра източно от центъра на Париж. Селището се споменава за първи път през XII век. Основна стопанска дейност е земеделието.

## Известни личности
Починали в Армантиер ан Бри
- Огюстен Дюпре (1748 – 1833), гравьор